# Grička vještica (strip)
Grička vještica, hrvatski je povijesni strip Andrije Maurovića i Norberta Neugebauera, stripovska obrada Kontese Nere iz istoimenoga sedmoknjižja Marije Jurić Zagorke, koji je izlazio u nastavcima u Večernjem listu (1960. – 1962.).
Počeo je izlaziti na Silvestrovo 1960., a prestao 1962., unatoč popularnosti i čitanosti, što je Maurović timačio političkim razlozima.
Strip se sastoji od 623 pasice objavljene na 158 tabli. Preostale pasice objavili su Epoha i izdanja Strip-strip.
Maurović i Neugebauer crno-bijelim crtežima dočaravaju dramatiku ljubavnoga odnosa plemenitašice Nere Oršić i Trenkova kapetana Siniše, a strip obilježava sažetost tekstnoga izraza te filmični, detaljistički prikazi mimika i gesta likova.